# Stanley Richieri Afonso
 Stanley Richieri Afonso (*Sertanópolis, Estado de Paraná, Brasil, 10 de agosto de 1985), futbolista brasileño. Juega de defensa y su primer equipo fue Londrina EC.
- Datos: Q9079605